# 物質決定論
物質決定論（英語：physical determinism）認為人類的行為就類似於動植物的生長變化，受外在原因（環境）與內在原因（生理與遺傳）的影響，屬於唯物論的觀點。在行為主義盛行時，物質決定論中的環境決定論曾被高估，然而近來已作出適當修正，心理學家不再只重視外在原因，會參考內在原因的影響。目前還堅守外在原因對人格及行為的影響遠大於內在原因者，只剩下少部份的激進人士，很少有心理學家還堅守此一信念。